# RKSV Scherpenheuvel
RKSV Scherpenheuvel is een voetbalclub uit de wijk Scherpenheuvel (Skerpene) van Willemstad, Curaçao.
De club werd in 1933 opgericht en werd in 1965 en 1969 kampioen van Curaçao. In 1967 werd de Kopa Antiano, het kampioenschap van de Nederlandse Antillen, gewonnen. Hierdoor nam de club in 1968 deel aan de CONCACAF Champions' Cup waarin in de eerste ronde verloren werd van het Surinaamse SV Transvaal (1-1, 1-3).  De club speelde geregeld in de Sekshon Amatùr maar komt sinds 2015 weer uit in de Sekshon Pagá.